# ایتا (پیام‌رسان)
ایتا پیام‌رسانی ایرانی است که توسط شرکت اندیشهٔ یاوران تمدن امروز (ایتا) توسعه یافته‌است. اولین نسخهٔ این پیام‌رسان در سال ۱۳۹۶ منتشر شد.

## ویژگی‌ها

### فراگیری
ایتا به سبب اینکه از پیام‌رسان‌های پرکاربرد کشور است، از فرصت‌ها و ویژگی‌های بسیاری برخودار است. برای نمونه می‌توان با توجه به شمار مخاطبانی که دارد در آن تبلیغات کرده و حتی از آن کسب درآمد کرد.

میزان استفاده از پیام رسان ها در ایران

بعد از فیلتر شدن پیام‌رسان‌های واتساپ و تلگرام، توجه کاربران ایرانی نسبت به دو پیام‌رسان ایتا و روبیکا افزایش چشمگیری داشت؛ چنانکه در سال ۱۴۰۳ ایتا یکی از پیام‌رسان های ایرانی پرمخاطب ایران شد.

### پیام‌رسانی
کاربران در این قسمت می‌توانند با اعطای مجوز دسترسی به فهرست مخاطبان، برای آن‌ها پیام بفرستند. در بخش پیام‌‌رسان، کاربران تنها می‌توانند به کسانی پیام بفرستند که آن‌ها نیز برنامهٔ ایتا را نصب کرده‌باشند. همچنین امکان ساخت گروه و کانال نیز در بستر ایتا فراهم شده‌است. در گذشته برنامهٔ ایتا با رایگان بودن ترافیک مصرفی در همهٔ بخش‌های برنامه شناخته شده‌بود که با گذشت زمان این روند تغییر کرده و در حال حاضر اینترنت مصرفی تنها در بخش پیام‌رسان ایتا برای فرستادن متن، تصویر و پیام صوتی برای کاربرانی که از اینترنت اپراتورهای ایرانسل و همراه اول استفاده می‌کنند، رایگان است. الگوی محاسبهٔ هزینهٔ اینترنت مصرفی در ایتا در گذر زمان ممکن است تغییر کند.

### تماس تصویری
این پیام‌‌رسان قابلیت برقراری تماس تصویری و صوتی را میان چند کاربر دارا است.

### تنظیمات
در بخش تنظیمات می‌توان اطلاعات حساب کاربری مانند بیوگرافی و تغییر نام و نمایه را مدیریت کرد. همچنین در بخش تنظیمات ظاهری برنامه می‌توان پوسته‌های آن را تغییر داد. تنظیمات حریم خصوصی و امنیت، کنترل والدین، اعلان‌ها و صداها، داده‌‌ها و ذخیره‌سازی، تنظیم زمینهٔ پیش‌فرض از بخش‌های تنظیمات ایتا هستند.

### شخصی‌سازی تجربهٔ کاربری
در پیام‌رسان ایتا، کاربران می‌توانند ظاهر برنامه را تا حد زیادی مطابق سلیقهٔ خود تغییر دهند. بخش پوسته‌ها به کاربران اجازه می‌دهد تا رنگ‌ها، پس‌زمینه‌ها و حتی حالت نمایش پیام‌ها را عوض کنند. افزون بر این، امکان انتخاب قلم و تنظیم اندازهٔ نوشته‌ها نیز فراهم شده‌است. این ویژگی‌ها تجربهٔ کاربری بهتری را برای پیام‌رسان ایتا به وجود آورده و اجازه می‌دهند کاربران محیط پیام‌رسان را با توجه به نیازهای بصری و سلیقهٔ فردی خود تنظیم کنند.